# Aguelmous
Aguelmous oder Aguelmouss (arabisch اكلموس, Zentralatlas-Tamazight ⴰⴳⵍⵎⵓⵙ) ist eine Stadt mit etwa 17.000 Einwohnern und der Hauptort einer großen Landgemeinde (Commune rural) mit etwa 35.000 Einwohnern in der Provinz Khénifra in der Region Béni Mellal-Khénifra im Zentrum Marokkos.

## Lage und Klima
Aguelmous liegt in einer Höhe von ca. 1190 m in den nordwestlichen Ausläufern des Mittleren Atlas etwa 35 km (Fahrtstrecke) nordwestlich der Provinzhauptstadt Khénifra. Die Stadt M’rirt befindet sich 33 km östlich. Das Klima ist gemäßigt bis warm; die jährliche Niederschlagsmenge (ca. 565 mm) fällt nahezu ausschließlich während des Winterhalbjahrs.

## Bevölkerung
| Jahr      | 1994   | 2004   | 2014   | 2024   |
| Einwohner | 11.189 | 11.390 | 14.177 | 17.371 |

Der Großteil der Einwohner von Aguelmous ist berberischer Abstammung; gesprochen werden ein regionaler Dialekt des Zentralatlas-Tamazight sowie Marokkanisches Arabisch. Während die Kleinstadt durch Zuwanderung aus den umliegenden Dörfern immer mehr wächst, stagniert die Bevölkerung der umliegenden Dörfer seit Jahren.

## Wirtschaft
Die Region ist in hohem Maße landwirtschaftlich orientiert, wobei immer noch Schaf- und Ziegenherden das Land durchstreifen. Die Stadt selbst bildet das merkantile, handwerkliche, schulische und dienstleistungsmäßige Zentrum. In den Dörfern des Umlandes werden in Heimarbeit Berberteppiche mit zumeist traditionellen Mustern gewebt oder geknüpft.

## Geschichte
Mangels schriftlicher Aufzeichnungen ist über die frühere Geschichte des Ortes nichts bekannt, der erst während der französischen Protektoratszeit (1912–1956) und vor allem nach der Unabhängigkeit Marokkos an Bedeutung gewann.

## Sehenswürdigkeiten
Ort und Landgemeinde verfügen über keinerlei historisch oder kulturell bedeutsame Sehenswürdigkeiten.